# Жан II де Нивель
Жан II де Монморанси-Нивель (фр. Jean II de Montmorency; 1461 — 12 апреля 1510) — сеньор де Нивель, советник и камергер Карла VIII.

## Биография
Сын Жана I де Нивеля и Гудулы Вилен.
В возрасте 15 лет, после совершения нескольких насилий, бежал во Францию и в 1476 году укрылся в диоцезе Реймса, в монастыре Лаваль Руа, имевшем право убежища. В 1477 году, после смерти отца и деда, узнав, что дядя, Луи де Фоссё, начал в Парижском парламенте процесс о наследстве против Гийома де Монморанси, Жан де Нивель поручил своему прокурору метру Жану Шасра выступить на слушаниях в качестве третьей стороны.
Сам он был вынужден укрываться в аббатстве, пока в 1479 году не добился от короля Людовика XI помилования. Некоторое время носил только титулы сеньора де Сен-Льё-ле-Таверни, владея этой землёй, а также Плесси-Бушаром, из состава наследства своего деда, сеньора де Монморанси.
Под предлогом организации перехода сеньории Гавр во владение графа де Лаваля вернулся в Нидерланды, где принял во владение земли своего отца, за которые в 1483 году принёс оммаж Филиппу Красивому. Затем унаследовал владения матери.
Снова приехав во Францию, узнал, что парламентским постановлением доходы от спорного наследства Жана II де Монморанси присуждены его дяде Гийому.
Карл VIII грамотой от 13 апреля 1486 назначил Жана де Нивеля своём советником и камергером, признав за ним право пользования означенными землями. Это позволило Жану начать новый процесс. Он потребовал часть владений семьи, как законный наследник половины имущества своей матери, имевшей, согласно кутюмам Парижского виконтства, право на долю во владениях мужа. Аналогичные претензии его дяди Луи де Фоссё были отклонены, но Жан, как основной наследник, парламентским постановлением от 1 февраля 1492 получил четверть земель и сеньорий Монморанси, Экуан, Конфлан-Сент-Онорин, и других семейных владений, расположенных в Парижском превотстве и виконтстве.
Позднее судился за эти земли со своими племянниками из дома Сент-Альдегонд, детьми сестры Онорины, заявившими претензии на семейное наследство, и начавшими в Большом Мехеленском совете процесс, который был ими проигран 30 января 1507.

## Семья
Жена (до 1496): Маргарета ван Хорн (ум. 15.12.1518), дама де Гасбек, дочь графа Якоба I ван Хорна и графини Иоганны фон Мёрс, вдова Филиппа ван Хорна, графа ван Уткерке (ум. 1488). Вместе с мужем в 1502 основала монастырь кордельеров в Нивеле. Брак бездетный.
Бастард:
- Пьер де Нивель (ум. после 1530). Легитимирован в 1510. Жена: Элизабет ван дер Мет